# Terminalia ivorensis
Terminalia ivorensis is een plantensoort uit de familie Combretaceae. Het is een grote bladverliezende boom die in groeihoogte varieert van tussen 15 tot 46 meter. De stam is zeer recht met kleine wortellijsten. Volwassen bomen hebben een breed horizontaal bladerdak van gelijkmatig verdeeld gebladerte. De soort staat op de Rode Lijst van de IUCN geklasseerd als 'kwetsbaar'.
De soort komt voor van tropisch West-Afrika tot in Kameroen. Hij groeit overwegend in seizoensgebonden bosgebieden, waar hij vaak deel uitmaakt van het bladerdak. Soms wordt de soort ook aangetroffen in groenblijvende regenwouden.
De boom levert een van de belangrijkste houtsoorten van West-Afrika, framiré geheten, en wordt op grote schaal in het wild geoogst. Verder wordt ook de schors in het wild geoogst voor lokaal gebruik als medicijn en kleurstof. Een afkooksel van de schors levert een tanninerijke rode vloeistof op die gebruikt wordt voor de behandeling van wonden, zweren en aambeien. Uit de jonge bladeren wordt een sap geperst, die wordt aangebracht op snijwonden. De uit het hout en de schors gewonnen kleurstof wordt gebruikt voor het verven van vezels voor mandenwerk en hangmatten. Het hout wordt algemeen gebruikt voor lichte constructies, deur- en raamkozijnen, fijn timmerwerk, meubels, fineer en multiplex.